# Kahramanmaraş (település)
Kahramanmaraş Törökország Kahramanmaraş tartományának székhelye. 1973. február 7-ig a Maraş nevet viselte, ekkor adományozta a török parlament a kahraman (hős) előtagot, a város lakóinak a török függetlenségi háborúban mutatott hazafiasságáért. A város leginkább a jellegzetes fagylaltról, a Maraş dondurmáról híres. Kahramanmaraş az anatóliai tigrisekként definiált városok egyike.

## Elnevezései
Hérodotosz szerint a várost egy hettita vezér, Maraj alapította, így róla kapta a Maraj nevet, és a hettita írásokban valóban ezen a néven, illetve Markasi/Markasu néven említik. Az asszír uralom előtt Gurgum fővárosa, asszír neve URUmar-qa-sa-a-a. A római és a bizánci időkben a latin Germanicia és a görög Germanikeia néven hivatkoztak rá. A muzulmán hódítások során újra a Maraj név került előtérbe, ami az arab nyelv szabályaihoz igazodva Maraasra (Marʿaš) módosult. Az oszmán hódítást megelőzően, a dulkadrida uralom idején Zülkadirnak hívták. 1973-ban a török parlament adományozta neki a Kahraman (hős) előtagot.

## Gazdasága
Az 1980-as évekig a város jobbára mezőgazdasággal, állattenyésztéssel és kézművesiparral foglalkozott. A legnagyobb fejlesztés a textiliparban és a kézművesipart kinövő háztartási eszközök (edények) gyártása területén történt. Ezekkel párhuzamosan fejlődött az élelmiszeripar (főképp őrölt pirospaprika és a jellegzetes helyi fagylalt nagyüzemű gyártásának és országos, majd külföldi  terjesztésének megkezdése). Ezeken kívül a városban található csomagolóüzem, papírgyár, hűtő- és fűtőberendezést gyártó üzem, faipari feldolgozóüzem, műanyagfeldolgozó üzem, számos építőipari cég, valamint bank is. A rohamos fejlődésnek köszönhetően a várost az anatóliai tigrisek közé sorolják.

## Képek

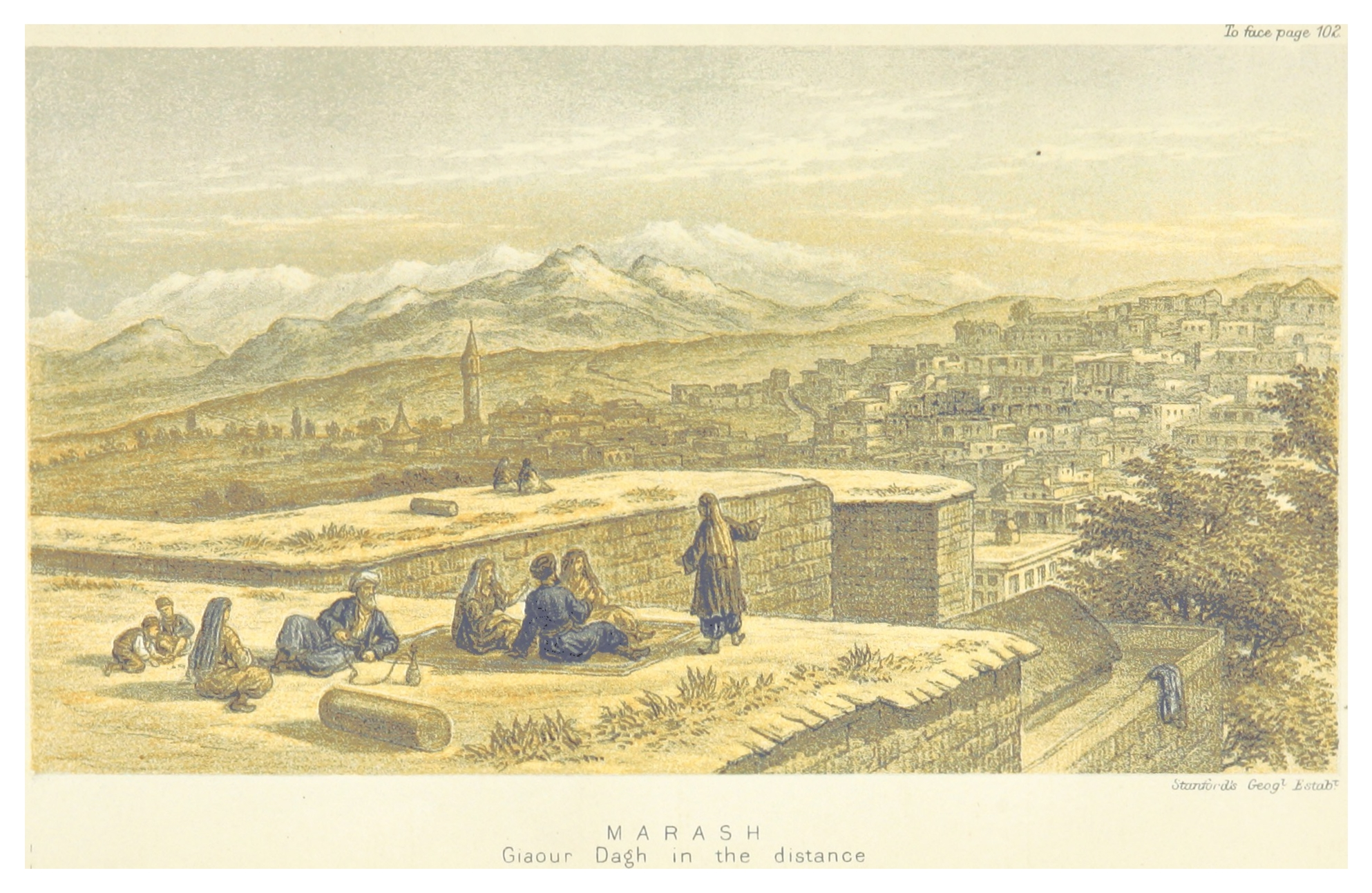
Maraş - 1875
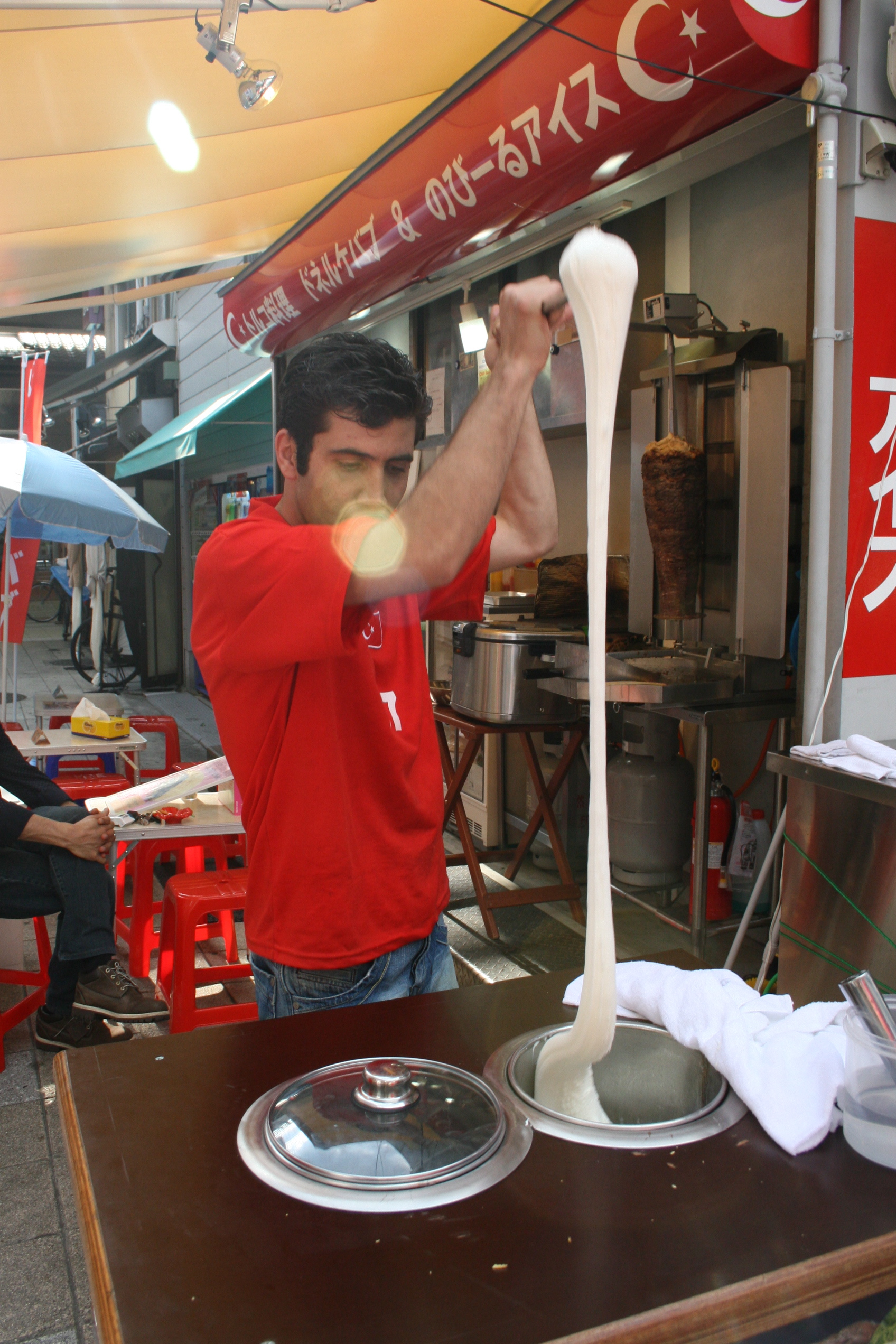
Maraş dondurması, jellegzetes helyi fagylalt
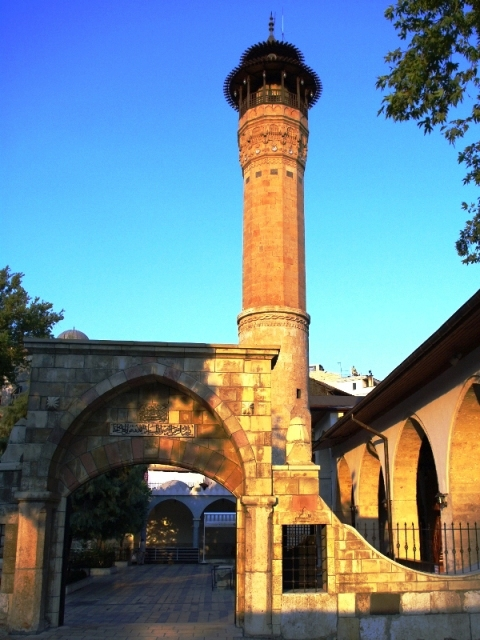
Az Ulu-dzsámi